# آنوزان
آنوزان (به فرانسوی: Annezin) یک کمون در فرانسه است که در پا-دو-کاله واقع شده‌است. آنوزان ۶٫۱ کیلومتر مربع مساحت دارد ۲۴ متر بالاتر از سطح دریا واقع شده‌است.